# Narvik
Narvik (; severnosamijsko Áhkanjárga) je po številu prebivalcev tretja največja občina v okrožju Nordland na Norveškem. Upravno središče občine je mesto Narvik. Nekatere izmed pomembnih vasi v občini so Ankenessstranda, Ballangen, Beisfjord, Bjerkvik, Bjørnfjell, Elvegård, Kjøpsvik, Skjomen, Håkvik, Hergot, Straumsnes in Vidrek. Taborišče Elvegårdsmoen je v bližini Bjerkvika.
Narvik leži na obali Ofotfjorden. Občina je del tradicionalnega okrožja Ofoten na severu Norveške, znotraj arktičnega kroga. Občina Narvik na jugozahodu meji na občino Hamarøy, na severozahodu na Evenes, na severu na Bardu, Gratangen, Lavangen in Tjeldsund (v okrožju Troms og Finnmark) ter na jugu in vzhodu na Norrbottensko okrožje (Laponska) na Švedskem.
3432 kvadratnih kilometrov občina je 10. največja po površini od 356 občin na Norveškem. Narvik je 57. najbolj naseljena občina na Norveškem z 21.530 prebivalci. Gostota prebivalstva v občini je 6,7 prebivalca na kvadratni kilometer, njeno prebivalstvo pa se je v zadnjih 10 letih zmanjšalo za 2 %.

## Splošne informacije
Občina Narvik je bila ustanovljena 1. januarja 1902, ko je vas Narvik dobila status pravega mesta in je bila ločena od velike občine Ankenes. Na začetku je imela mestna občina Narvik 3705 prebivalcev. 1. januarja 1974 se je občina Ankenes združila z mestno občino Narvik, tako da je nastala nova, večja občina Narvik. Po združitvi je imela nova občina Narvik 19.780 prebivalcev. 1. januarja 1999 je bilo majhno območje občine Narvik (9 prebivalcev) preneseno v sosednjo občino Evenes.
1. januarja 2020 je bila občina Narvik združena s sosednjo občino Ballangen in vzhodno polovico občine Tysfjord v novo, večjo občino Narvik. To se je zgodilo, ker se je leta 2017 občinska vlada strinjala z združitvijo, norveški parlament pa je zahteval razdelitev Tysfjorda.

## Ime
Občina (prvotno mesto Narvik) je dobila ime po stari kmetiji Narvik (staronordijsko Knarravík ali Njarðarvík), saj je bilo mesto tam zgrajeno. Oba možna staronordijska korena imata različen pomen. Če prihaja iz Knarravík, potem je pomen prvega elementa množinska oblika rodilnika knarr, kar pomeni 'trgovska ladja'. Druga možnost je, da ime izhaja iz Njarðarvík. V tem primeru prvi element izvira iz starega poganskega imena boga Njǫrðr. Obe možnosti imata isti zadnji element, vík, kar pomeni 'vhod'. V zgodovini se je ime črkovalo Narduigh ali Narvigen.
Pristanišče v mestu Narvik se je nekoč imenovalo Victoriahavn po kraljici Viktoriji iz Združenega kraljestva, vendar je bila počaščena tudi švedska prestolonaslednica Viktorija.

## Zgodovina
Zgodovina Narvika kot naselja se je začela v bronasti dobi. O teh ljudeh ni veliko znanega, vendar so na tem območju živeli Vikingi.
Narvik je bil razvit kot celoletno pristanišče brez ledu za švedska rudnika železa Kiruna in Gällivare. Zgodovina sodobnega Narvika se začne v 1870-ih, ko je švedska vlada začela razumeti potencial rudnikov železove rude v Kiruni na Švedskem. Pridobivanje železove rude je imelo pomembno težavo, saj ni bilo ustreznega švedskega pristanišča. Najbližje švedsko pristanišče Luleå je imelo omejitve. Vso zimo je bilo prekrito z ledom, oddaljeno je od Kirune in dovoljuje le srednje velika plovila za prevoz razsutega tovora. Narvik je ponudil pristanišče, ki je zaradi toplega Zalivskega toka brez ledu in je naravno veliko, tako da lahko zasidrajo ladje skoraj vseh velikosti, dolge do 208 metrov in globoke 27 metrov. Švedsko podjetje (Gällivarre Aktiebolag) je zgradilo progo za železovo rudo (Malmbanan) do Riksgränsena na norveško-švedski meji. Norveška železniška proga Ofotbanen povezuje Narvik s švedsko mejo.
Švedska rudarska korporacija LKAB večino svoje rude še vedno odpremi iz Narvika (skupaj 25 milijonov ton na leto). Je pomemben delodajalec in posestnik v Narviku, čeprav njegov vpliv ni tako izrazit kot v preteklosti.

### Druga svetovna vojna
Pristanišče Narvik se je v prvih letih druge svetovne vojne izkazalo za strateško dragoceno in mesto je postalo osrednja točka norveške kampanje. Leta 1939 je bila nemška vojna industrija odvisna od železove rude, ki so jo izkopavali v Kiruni in Malmbergetu na Švedskem. V poletni sezoni bi lahko to rudo s tovorno ladjo poslali v Nemčijo skozi Baltsko morje preko švedskega pristanišča Luleå v Botniškem zalivu. Ko pa je pozimi Botniški zaliv zmrznil, je bilo treba več pošiljk rude prepeljati skozi Narvik in od tam po zahodni obali Norveške v Nemčijo. Mesto Narvik je z železnico povezano s Švedsko, ne pa tudi z drugimi mesti na Norveškem. Posledično Narvik služi kot prehod do rudnih polj na Švedskem, do katerih je težko priti z južne Norveške po kopnem. Winston Churchill je spoznal, da nadzor nad Narvikom pomeni zaustavitev večine nemškega uvoza železove rude pozimi 1940. To bi bilo koristno za zaveznike in bi lahko pomagalo skrajšati vojno. Enako pomembno je, da so kasneje v vojni tam nameščene nemške podmornice in vojaške ladje ogrožale zavezniško oskrbovalno linijo Sovjetske zveze.
Churchill je predlagal postavitev mornariškega minskega polja v norveških teritorialnih vodah okoli Narvika (imenovanega Vodci) ali pa zasedbo mesta z zavezniškimi enotami. Zavezniki so upali, da bodo morda lahko uporabili okupirani Narvik kot bazo za zavarovanje švedskih rudnih polj in/ali za pošiljanje zalog in okrepitev na Finsko, ki se je takrat bojevala v finski zimski vojni s Sovjetsko zvezo. Načrti za postavitev minskega polja okoli Narvika ali zavzetje mesta so naleteli na razpravo v britanski vladi – saj bi oba načrta pomenila kršitev nevtralnosti in suverenosti Norveške.
Končno je 8. aprila 1940 britanska admiraliteta začela operacijo Wilfred, poskus postavitve protiladijskih minskih polj okoli Narvika v norveških teritorialnih vodah. Po naključju je Nemčija naslednji dan začela invazijo na Norveško (operacija Weserübung). Med to invazijo je bilo v Narvik poslanih deset nemških rušilcev, od katerih je vsak nosil 200 vojakov gorske pehote. Zastareli norveški obalni obrambni ladji HNoMS Eidsvold in HNoMS Norge sta se poskušali upreti invaziji, a sta bili obe norveški vojni ladji po kratki in neenaki bitki potopljeni. Kraljeva mornarica je v Narvik hitro poslala več ladij, vključno z bojno ladjo HMS Warspite in med bitkami pri Narviku so Britanci prevzeli nadzor nad obalo in uničili nemške rušilce, ki so pripeljali invazijsko silo v Narvik, ter druge nemške ladje v območju.
12. aprila 1940 so bili prvi konvoji zavezniških vojakov poslani pod poveljstvom generalmajorja Piersa Josepha Mackesyja v Narvik. Admiraliteta je Mackesyja pozvala, naj čim prej izvede napad na Narvik z morja. Vendar je Mackesy verjel, da je obramba nemškega pristanišča premočna, da bi se takšna invazija zgodila. Admiraliteta je trdila, da bi mornariško bombardiranje Norveške vojakom omogočilo varen pristanek, vendar general Mackesy ni hotel izpostaviti norveških državljanov takšnemu bombardiranju in se je namesto tega odločil, da svoje čete izkrca blizu Narvika in počaka, da se sneg stopi, da prevzame oblast v mestu.
Pod koordinacijo norveškega generala Carla Gustava Fleischerja so norveške, francoske, poljske in britanske sile ponovno zavzele Narvik 28. maja 1940. To velja tudi za prvo zmago zavezniške pehote v drugi svetovni vojni. Vendar so do takrat zavezniki izgubljali bitko za Francijo in evakuacija iz Dunkerquea je bila v teku. Ker je invazija nacistične Nemčije na Francijo naredila Skandinavijo večinoma nepomembno in ker so bile dragocene enote, dodeljene Narviku, nujno potrebne drugje, so se zavezniki 8. junija 1940 umaknili iz Narvika v operaciji Alphabet. Istega dne sta nemški bojni ladji Scharnhorst in Gneisenau med delovanjem na območju Narvika med umikom iz te bitke potopili britansko letalonosilko HMS Glorious. Brez podpore zavezniške mornariške delovne sile so bili Norvežani številčno premočni in so morali 10. junija 1940 položiti orožje. To ni bila popolna kapitulacija, saj so se Norvežani še naprej borili proti gverilskim operacijam v notranjosti.
Posest Ofotfjorda je bila pomembna tudi za nemško Kriegsmarine (mornarico), saj je zagotavljal zatočišče za vojne ladje, kot sta 'žepna bojna ladja' Lützow in bojna ladja Tirpitz zunaj dosega (takrat) zračnih napadov iz Škotske. Tudi podmornice bi lahko imele sedež v Narviku.

## Geografija
Občina Narvik pokriva velika območja izven samega mesta. Nekatera druga naselja v občini so Bjerkvik (ki je na vrhu Herjangsfjorda), Håkvik, Beisfjord (ob Beisfjordu) in Skjomen. Na vzhodnem delu, proti meji s Švedsko, prevladujejo gore, Storsteinfjellet pa doseže 1894 metrov. Obstajajo tudi doline in jezera, vključno z jezeri Gautelisvatnet, Hartvikvatnet, Indre Sildvikvatnet, Iptojávri, Kjårdavatnet, Lossivatnet, Sealggajávri in Unna Guovdelisjávri.
Samo mesto je blizu najbolj notranjega dela globokega Ofotfjordna, vendar tudi tukaj gore, ki segajo skoraj naravnost navzgor od fjorda, dosežejo celo 1700 metrov v Skjomenu, kjer je mogoče videti ledenik Frostisen. Drugi fjordi v Narviku so Skjomen, Beisfjorden, Herjangsfjorden in Rombaken.
Gozdovi prekrivajo nižje dele gora (pod 500 metrov), blizu vrhov pa lahko sneg ostane večji del poletja. Narvik ima dobro pripravljene proge za alpsko smučanje, nekatere se končajo skoraj v središču mesta.

### Podnebje
Narvik ima borealno podnebje (Köppnova podnebna klasifikacija Dfc) z milimi zimami za ta tip podnebja ali subpolarno oceansko podnebje (Cfc), odvisno od zimskega praga (0 °C, kot se uporablja v ZDA, ali −3 °C kot v prvotni klasifikaciji). Zaradi blagega septembra je blizu vlažnemu celinskemu podnebju. Ker je Narvik 220 kilometrov znotraj arktičnega kroga, je podnebje zelo milo za zemljepisno širino. Gore, ki obkrožajo mesto, nudijo zavetje pred nekaterimi močnimi vetrovi, značilnimi za obalna območja, vendar so lahko vzhodni vetrovi močni s posebej močnimi sunki vetra. Najvišja temperatura vseh časov 32,5 °C je bila določena 9. julija 2014. Julij 2014 je najtoplejši mesec v zgodovini s povprečno 18,7 °C in povprečno dnevno najvišjo temperaturo 24,7 °C. Najnižja najnižja temperatura v zgodovini –22,3 °C je bila zabeležena 1. februarja 1980. Najhladnejši mesec v zgodovini je februar 1966 s povprečno –10,7 °C in povprečno najnižjo dnevno temperaturo –13,2 °C. Povprečni datum za prvo nočno zmrzovanje jeseni, ko pade najnižja temperatura pod –0 °C, je 13. oktober (1981-2010).
Svetloba se v Narviku precej razlikuje, saj je sonce pod obzorjem od konca novembra do sredine januarja; ko je okoli poldneva le nekaj ur modrikasta svetloba. Gore, ki obkrožajo mesto, dejansko podaljšajo to obdobje od začetka novembra do konca januarja. Svetloba je marca in aprila pogosto intenzivna, z dolgimi dnevnimi urami in snežno odejo, saj se sneg aprila v nižinah topi, v gorah pa ostane več mesecev. »Polnočno sonce« je nad obzorjem od 25. maja do 20. julija (57 dni), nekoliko dlje pa traja obdobje neprekinjene dnevne svetlobe, približno od 10. maja do konca julija, polarna noč od 5. decembra do 6. januarja (33 dni). Ponoči je tudi prehodno obdobje s mrakom, tako da ponoči od zadnjih dni aprila do začetka avgusta ni mogoče videti zvezd.

## Gospodarstvo
Mesto Narvik je trgovsko središče nekaterih sosednjih občin. Narvik University College ima približno 1200 študentov. V Narviku je nekaj visokotehnoloških podjetij (med njimi Natech) in največji raziskovalni inštitut na severu Norveške Norut Narvik.
Narvik je bil eno prvih območij na svetu, ki ga je prizadela finančna kriza 2007–2008. Avgusta 2007 je izgubila 36 milijonov ameriških dolarjev, potem ko je vložil v vrednostne papirje Citigroup. Ker jih je norveška vlada zavrnila, je bil Narvik prisiljen močno zmanjšati proračun.

### Rekreacija in turizem
Narvik ima dostop do številnih dejavnosti na prostem. To je najbolj znana lokacija na severu Norveške za alpsko smučanje.
Obstajajo vlečnice in več pobočij je osvetljenih z reflektorji. Obstaja tudi žičnica na Fagernesfjelet, z razgledom in možnostjo hoje še višje v gore. Zimski festival Narvik (norveško Vinterfestuka) poteka v začetku marca. V okolici je zelo priljubljeno pohodništvo v gorah, v gorskem območju blizu švedske meje pa je več nastanitev. Na voljo je tudi označena gorsko kolesarska pot. Potapljanje po razbitinah privablja potapljače, saj je v pristanišču ali blizu njega veliko razbitin, več pa jih je razporejenih v fjordu. Ribolov v fjordu ali v jezerih in potokih je priljubljena prostočasna dejavnost. V Skjomenu, Beisfjordu in Bjerkviku so reke z lososom.

## Kultura
Vojni muzej Narvik (Narvik Krigsmuseum) pokriva vojna leta 1940–1945. Muzej prikazuje Viktorijin križec, posthumno podeljen kapitanu britanske kraljeve mornarice Bernardu Warburton-Leeju, in redek nemški kodirni stroj Enigma.
Museum Nord - Narvik pripoveduje o razvoju pristanišča Narvik brez ledu in hitrem preoblikovanju mesta v zadnjem stoletju. Stavba, v kateri je Muzej Nord - Narvik, je bila postavljena leta 1902 kot sedež norveške državne železnice, Norges statsbaner, zasnoval pa jo je arhitekt Paul Due.

## V popularni kulturi
Narvik se je pojavil v Battlefield V, prvoosebni strelski videoigri, ki temelji na drugi svetovni vojni. Postavitev zemljevida v Narviku posebej prikazuje zavezniško izkrcanje v mestu 28. maja. Lokacija dogajanja prikazuje zasneženo gorsko bojišče s tanki, letali in pehoto. igralno območje vključuje železniško postajo, nakladalno mesto, mesto in nahajališče rude.
Narvik je norveški zgodovinski film režiserja Erika Skjoldbjaerga. Igrajo Kristine Hartgen, Carl Martin Eggsbø, Cristoph Gelfert Mathiesen in Henrik Mestad. Film je bil objavljen po vsem svetu na Netflixu januarja 2023. Film se je od 27. januarja 2023 uvrstil med 10 najboljših filmov na Netflix Kanada v mesecu januarju.

## Pobratena mesta
Narvik je pobraten z:
- Kikinda, Srbija
- Kingisepp, Rusija
- občina Kiruna, Švedska
- Nowy Sącz, Poljska
- Rovaniemi, Finska